# Gross-Titlis-Schanze
Die Gross-Titlis-Schanze ist eine Skisprungschanze in der Schweizer Gemeinde Engelberg am Titlis. Auf ihr finden regelmässig Wettbewerbe des Skisprung-Weltcups und Skisprung-Continental-Cups der FIS statt. Sie ist die steilste Schanze im Skisprung-Weltcup.

## Geschichte

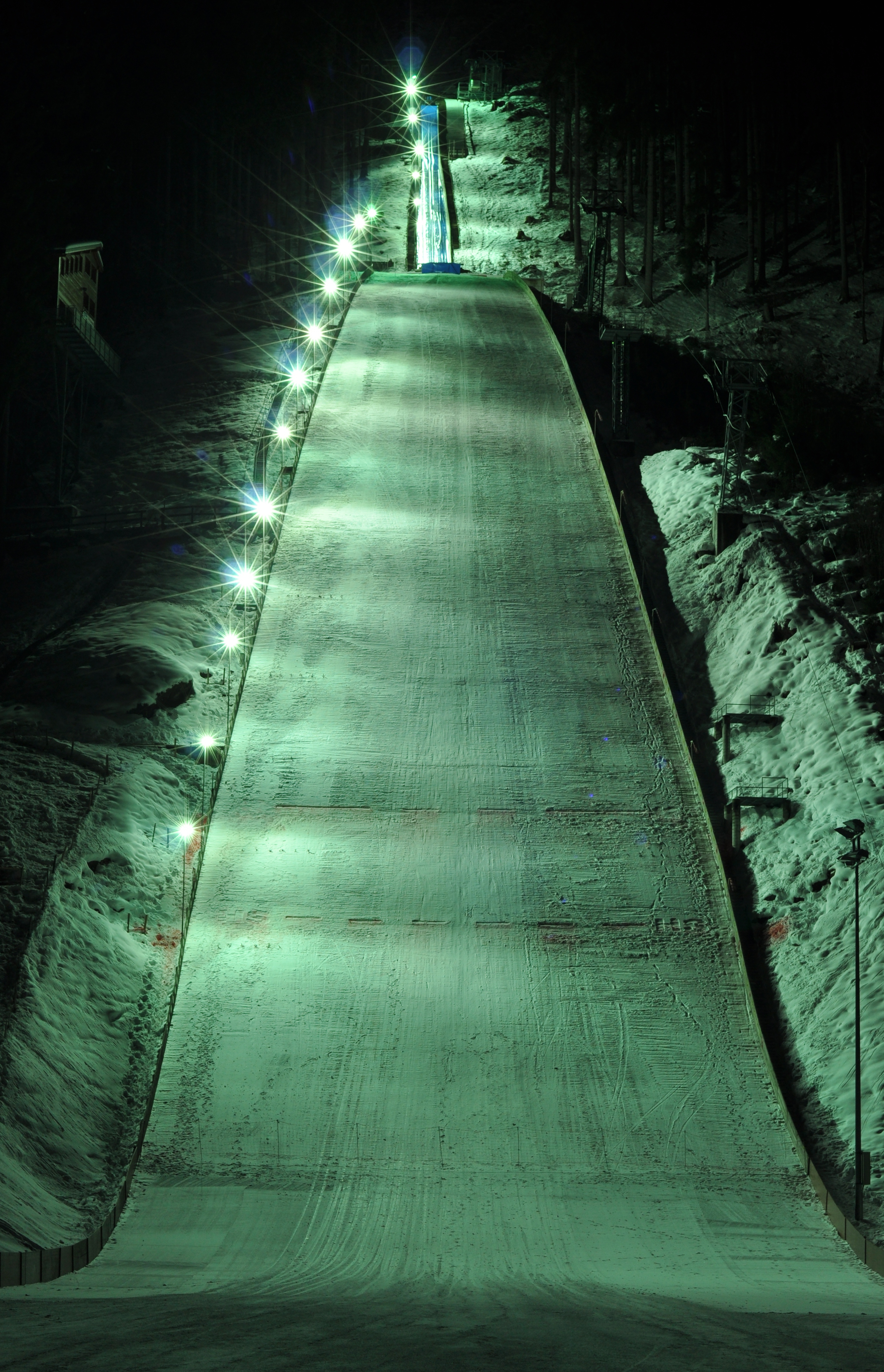
Die alte Gross-Titlis-Schanze bei Nacht

In Engelberg fand im Jahr 1905 das erste Skispringen statt, noch im selben Jahr wurde der Bau einer Skisprungschanze geplant. Die Generalversammlung des damaligen Ski-Clubs bewilligte dazu einen Kredit von 133'500 Schweizer Franken für die neue Sandrain-Schanze. In den 1920er Jahren wurde die Titlis-Schanze errichtet. Nachdem es bei einem Skisprungwettbewerb einen Toten und mehrere Verletzte gegeben hatte, wurde die Titlis-Schanze erstmals umgebaut und später die (erste) Sandrain-Schanze reaktiviert.
Im Lauf der Jahre entstanden internationale Normen für Skisprungschanzen, denen die Titlis-Schanze nun nicht mehr entsprach. So entschied sich der Verein in Engelberg, 1964 die K 62-Klein-Titlis-Schanze mit Flutlicht zu bauen. Das erste Nachtspringen wurde im Jahr 1964 veranstaltet. Um auch den Nachwuchs zu fördern, wurde drei Jahre später die K 36-Bubenschanze errichtet. Nachdem Unterwasser aus der Springertournee des Schweizerischen Skiverbandes (SSV) als Veranstaltungsort ausgestiegen war, bewarb sich Engelberg um die Austragung der Springertournee und bekam diese zugesprochen. Das Projekt Gross-Titlis-Schanze wurde gestartet. Für den neuen Schanzenbau wurden mehr als 300'000 Schweizer Franken vom Ski-Club Engelberg dank verschiedener Finanzierungsaktionen und Spenden von Freunden aufgebracht. 1971 erfolgte die Einweihung der Gross-Titlis-Schanze im Rahmen der Springertournee. Der Einsiedler Sepp Zehnder sprang im ersten Sprung auf 86 Meter und im zweiten Sprung auf 102 Meter. Dieser Sprung ging in die Geschichte des Schweizer Skisprungs ein.
1981 wurde die Schanze für 350'000 Franken modernisiert. Die Behörden hatten die Finanzierung abgelehnt, aber der Verein schaffte es, den Kredit selbst zusammenzutragen. Am 26. Februar 1984 wurde die Schanze im Rahmen der Mannschafts-Weltmeisterschaft eingeweiht. Seit 1980 wird auf der Gross-Titlis-Schanze der Skisprung-Weltcup und seit 2000 wird der Skisprung-Continental-Cup ausgetragen.
Im August 2000 waren wieder Sanierungs- und Umbauarbeiten an der Gross-Titlis-Schanze nötig: in erster Linie wurde der Neigungswinkel des Aufsprunghanges von bisher 38 Grad auf den neu vorgeschriebenen Neigungswinkel von 36 Grad abgeändert. Die Bauarbeiten waren rechtzeitig zum Weltcup am 15. und 16. Dezember 2000 abgeschlossen, aber die zwei Weltcups fielen wegen Schneemangels aus. Im Sommer und im Herbst 2001 entstand an der Schanze eine Luftseilbahn für die Springer zum Aufstieg zur Schanze.
Im März 2014 wurde ein sogenanntes Snowfarming zum Übersommern von Schnee vorgenommen. Dieses hatte sich bereits in den zwei Jahren zuvor bewährt. Es wurden dazu 600 Kubikmeter Schnee neben dem Absprung bereitgestellt und mit Holzschnitzeln abgedeckt. Nebenbei wurde in enger Zusammenarbeit mit der FIS und Fernseh-Experten die Positionierung und die Anforderungen an die fernsehtaugliche Flutlichtbeleuchtung festgelegt.
Am 31. Oktober 2014 wurde die dritte Bauphase in Angriff genommen, im Frühjahr 2015 sollte eine Gesamtsanierung beginnen. An der Schanze selbst waren nur geringe Änderungen geplant, doch der Internationale Skiverband beantragte eine Überarbeitung der Umbaupläne. Das zog Einsprachen nach sich. Die 2,9 Millionen Franken sollten sich wegen der Bauverzögerung aber nicht erhöhen. Im Beisein des Skispringers Gregor Deschwanden erfolgte am 30. März 2016 der Spatenstich zum Umbau der Gross-Titlis-Schanze. Der alte Anlauf wurde durch einen neuen Anlauf ersetzt und eine Normspur mit fest installiertem Kühlsystem wurde eingebaut. Außerdem entstand unter dem Schanzentisch eine neue Materialdeposition. Zudem wurde bei der Aufsprungbahn vom Schanzentisch bis zum 80-Meter-Punkt das Terrain aufgeschüttet, beim Radius erfolgte kurz vor dem Auslauf eine Terrainanpassung, weswegen die Sprünge länger und die Landung weicher werden. An der Schanze wurde eine neue Flutlichtanlage installiert, damit auch abends im Dunkeln sicher gesprungen werden kann. Die Bauarbeiten dauerten von Ende März bis in den Spätherbst, sodass am 17. und 18. Dezember 2016 der Skisprung-Weltcup wieder auf der Gross-Titlis-Schanze stattfinden konnte. Ende Oktober war der Umbau fertiggestellt worden. Nach Abschluss der Arbeiten hatte sich der K-Punkt auf 125 Meter und die Hillsize auf 140 Meter verändert. Als besonderes Highlight erhielt die Anlaufspur eine LED-Lichtkette.

## Internationale Wettbewerbe
Auf der Schanze werden von der FIS Weltcups und Continental Cups ausgetragen, vereinzelt auch Springen zu Nordischen Skiweltmeisterschaften.
| Datum            | Kategorie                | Schanze | 1. Platz                                                             | 2. Platz                                                   | 3. Platz                                                                |
| ---------------- | ------------------------ | ------- | -------------------------------------------------------------------- | ---------------------------------------------------------- | ----------------------------------------------------------------------- |
| 26. Februar 1984 | Weltmeisterschaft (Team) | K120    | FinnlandMarkku Pusenius Pentti Kokkonen Jari Puikkonen Matti Nykänen | DDRUlf Findeisen Matthias Buse Klaus Ostwald Jens Weißflog | TschechoslowakeiLadislav Dluhoš Vladimír Podzimek Jiří Parma Pavel Ploc |